# Alfred Chalk
Alfred Ernest Chalk (ur. 27 listopada 1874 w Plaistow, zm. 25 stycznia 1954 w Herne Bay) – brytyjski piłkarz i urzędnik kolejowy. Jako zawodnik Upton Park F.C. reprezentował Wielką Brytanię na Letnich Igrzyskach Olimpijskich 1900 w Paryżu, z którą zdobył złoty medal. 
W swojej karierze był zawodnikiem Upton Park F.C. w latach 1893–1902. Grał również dla Ilford, Barking Rovers, Barking Woodville i Essex County.
Na igrzyskach Upton Park rozegrało jedno spotkanie, przeciwko reprezentującemu Francję Union des Sociétés Françaises de Sports Athlétiques (USFSA). Mecz zakończył się rezultatem 0:4 dla Brytyjczyków. Chalk rozegrał mecz w pełnym wymiarze czasowym, nie strzelając żadnej bramki.